# Raionul Șoldănești
Raionul Șoldănești este un raion din Republica Moldova cu reședința la Șoldănești.

## Demografie

### Statistici vitale
Principalii indicatori demografici, 2013:
- Natalitatea: ▼473 (11,1 la 1.000 locuitori)
- Mortalitatea: ▲632 (14,9 la 1.000 locuitori)
- Spor natural: -159

### Structura etnică
| Grup etnic | Populație | % Procentaj* |
| ---------- | --------- | ------------ |
| Moldoveni  | 40.653    | 96,27%       |
| Ucraineni  | 1.055     | 2,50%        |
| Ruși       | 376       | 0,89%        |
| Țigani     | 74        | 0,18%        |
| Alții      | 69        | 0,16%        |

## Administrație și politică
Președintele raionului Șoldănești este Aliona Pînzari (PAS), aleasă la 5 decembrie 2023.
Componența Consiliului Raional Șoldănești (27 de consilieri), ales la 5 noiembrie 2023, este următoarea:
|  | Partid                                        | Consilieri | Componență | Componență | Componență | Componență | Componență | Componență | Componență | Componență | Componență |
|  | --------------------------------------------- | ---------- | ---------- | ---------- | ---------- | ---------- | ---------- | ---------- | ---------- | ---------- | ---------- |
|  | Partidul Social Democrat European             | 9          |            |            |            |            |            |            |            |            |            |
|  | Partidul Acțiune și Solidaritate              | 8          |            |            |            |            |            |            |            |            |            |
|  | Partidul Socialiștilor din Republica Moldova  | 6          |            |            |            |            |            |            |            |            |            |
|  | Partidul Democrația Acasă                     | 1          |            |            |            |            |            |            |            |            |            |
|  | Partidul Comuniștilor din Republica Moldova   | 1          |            |            |            |            |            |            |            |            |            |
|  | Partidul Dezvoltării și Consolidării Moldovei | 1          |            |            |            |            |            |            |            |            |            |
|  | Partidul Liberal Democrat din Moldova         | 1          |            |            |            |            |            |            |            |            |            |

## Diviziuni administrative
Raionul Șoldănești are 33 de localități: 1 oraș, 22 de comune și 10 sate.